# Сент-Клемент (Міссурі)
Сент-Клемент (англ. St. Clement) — переписна місцевість (CDP) в США, в окрузі Пайк штату Міссурі. Населення — 76 осіб (2020).

## Географія
Сент-Клемент розташований за координатами 39°16′50″ пн. ш. 91°12′43″ зх. д. / 39.28056° пн. ш. 91.21194° зх. д. (39.280538, -91.211843).  За даними Бюро перепису населення США в 2010 році переписна місцевість мала площу 0,72 км², з яких 0,71 км² — суходіл та 0,00 км² — водойми.

## Демографія
Згідно з переписом 2010 року, у переписній місцевості мешкало 78 осіб у 30 домогосподарствах у складі 17 родин. Густота населення становила 108 осіб/км².  Було 33 помешкання (46/км²).
Расовий склад населення:
| - 96,2 % — білих |

До двох чи більше рас належало 3,8 %. Частка іспаномовних становила 0,0 % від усіх жителів.
За віковим діапазоном населення розподілялося таким чином: 25,6 % — особи молодші 18 років, 60,3 % — особи у віці 18—64 років, 14,1 % — особи у віці 65 років та старші. Медіана віку мешканця становила 32,5 року. На 100 осіб жіночої статі у переписній місцевості припадало 116,7 чоловіків;  на 100 жінок у віці від 18 років та старших — 107,1 чоловіків також старших 18 років.
Середній дохід на одне домашнє господарство  становив 76 736 доларів США (медіана — 91 058), а середній дохід на одну сім'ю — 93 478 доларів (медіана — 91 731). За межею бідності перебувало 6,5 % осіб, у тому числі 0,0 % дітей у віці до 18 років та 0,0 % осіб у віці 65 років та старших.
Цивільне працевлаштоване населення становило 59 осіб. Основні галузі зайнятості: освіта, охорона здоров'я та соціальна допомога — 54,2 %, сільське господарство, лісництво, риболовля — 23,7 %, фінанси, страхування та нерухомість — 22,0 %.